# Tupinambarana
Tupinambarana és el nom que s'ha donat tradicionalment a la segona illa fluvial més gran del món després de la del Bananal, limitada pels rius Amazones, Madeira, Sucunduri i Abacaxis, a l'estat brasiler de l'Amazones. Avui dia, en realitat, aquesta illa ha quedat convertida en quatre parts a causa dels canals naturals que s'han endinsat en el seu terreny. L'extensió del complex de les quatre illes fluvials és d'11.850 km².
Aquest grup d'illes està majoritàriament cobert per la selva amazònica i només és accessible pel riu o bé des de l'aire. Té una petita serralada i alberga la ciutat de Parintins, coneguda pel seu festival folklòric. També hi ha les restes d'una localitat construïda a la dècada del 1930 per immigrants japonesos que hi volien cultivar jute.